# Partido Peronista Auténtico
El Partido Peronista Auténtico o Partido Auténtico fue un partido político de la Argentina creado en 1975 y desaparecido en 1977 al integrarse al Movimiento Peronista Montonero (MPM). El mismo estuvo estrechamente vinculado a la organización guerrillera Montoneros. Su presidente fue Oscar Bidegain.

## Origen e Historia

### Inicios
El Partido Peronista Auténtico fue creado luego de la muerte del presidente Juan D. Perón por los sectores de la izquierda peronista, como respuesta al predominio en el Partido Justicialista de los sectores "ortodoxos" liderados por María Estela Martínez de Perón y José López Rega. Poco después cambió su nombre a Partido Auténtico, debido a que el Partido Justicialista reclamó judicialmente por el uso del término "peronista" y logró una decisión judicial ordenando la exclusión de esa palabra del nombre del partido.
En marzo de 1975 se formó la Junta Promotora Nacional del Partido Peronista Auténtico que estaba compuesta por Andrés Framini y Dante Viel, por la Capital Federal; Oscar Bidegain, Miguel Zavala Rodríguez, Norberto Habegger, Armando Cabo, y Arnaldo Lizazo por la provincia de Buenos Aires; Jorge Cepernic de Santa Cruz, Antonio Lombardich por la provincia de Córdoba, Felipe Gallardo por la provincia de Chaco, Mario Aguirre por Santa Fe, Gerardo Bavio por Salta, Alberto Martínez Baca por la provincia de Mendoza e Ismael Salame por la provincia de Tucumán.
Entre los dirigentes del partido se encontraban Oscar Bidegain, su presidente, Rodolfo Puiggrós, Raúl Laguzzi, Ricardo Obregón Cano, Julio Suárez, Miguel Bonasso, Juan Gelman.
Las diferencias internas en cuanto a la finalidad del PPA quedaron expuestas en una conferencia de prensa para periodistas extranjeros, del 4 de junio de 1975 en el Círculo Italiano de Buenos Aires. Por una parte Andrés Framini afirmó que el partido, ante la falta de democracia interna dentro del justicialismo, pretendía reemplazar al Partido Justicialista como “herramienta electoral del movimiento peronista … vamos a tener que hacer un frente de todos los argentinos para salvar la patria”, en tanto en la misma ocasión Miguel Zavala Rodríguez - en tanto representante no formal de Montoneros en la cúpula del PPA - dijo que: “El Peronismo Auténtico, el pueblo todo, quiere retomar esas banderas traicionadas, ensaya muchos caminos y el ideal de justicia inspira a todos ellos. En este contexto el PPA se propone dar la batalla por la liberación en los planos legal, constitucional y electoral….si se opta por coartarnos ese camino y solo se nos ofrece la represión, es posible que se produzcan una serie de situaciones fuera de nuestro propio control y del control del gobierno”. El punto de vista de Montoneros se expresó claramente en la revista Evita Montonera, en la que se afirmaba que el PPA no debía excederse de la esfera electoral, sólo era una más de las herramientas con las que el peronismo revolucionario debería responder a las tácticas del régimen que en ese momento presidía Isabel Perón.
La relación entre el sector de los dirigentes con trayectoria dentro del peronismo y los nuevos llegados al partido de la mano de 
Montoneros no estuvo libre de tensiones, en las que gravitaron la actitud de los dirigentes montoneros vinculados a la estructura partidaria Roberto Perdía y Diego Latorre y el aumento de la acción armada. Fue así que el PPA condenó públicamente el asesinato del general Jorge Esteban Cáceres Monié y su esposa y el asalto al cuartel R29 en Formosa.
Por su parte Héctor J. Cámpora prefirió mantenerse alejado del PPA, incluso tras su expulsión del Partido Justicialista en abril de 1975 y cuando al fin de ese año volvió a la Argentina su propósito era luchar desde las propias estructuras del peronismo.
El 13 de abril de 1975, el Partido Auténtico, se presentó a elecciones en la provincia de Misiones, formando una alianza electoral con el partido Tercera Posición, obteniendo un 5% de los votos. El 24 de diciembre de 1975, el partido fue declarado ilegal por el gobierno de Isabel Perón.

### Cese de operaciones y escisiones
Pablo Giussani, en su libro Montoneros, la soberbia armada, sostiene que gran parte de las personas asesinadas por la organización parapolicial llamada Triple A fueron identificadas a través de los padrones de afiliados del Partido Auténtico. Luego del golpe militar del 24 de marzo de 1976 que estableció la dictadura autodenominada Proceso de Reorganización Nacional, la mayoría de sus dirigentes debieron exiliarse. El 20 de abril de 1977, en Roma, el Partido Peronista Auténtico fue cofundador del Movimiento Peronista Montonero, integrándose al mismo.
Hacia 1979 surgió una escisión llamada Peronismo Montonero Auténtico que duró pocos meses y es notable por sus constantes deserciones y falta de acciones significativas y de mando, además de intentar crear una coalición de fuerzas democráticas, progresistas y revolucionarias y tratar de convocar tanto a nuevos militantes como a militantes experimentados que quedaban exiliados en el extranjero. El grupo quería "revertir los daños" del papel asignado por la Trilateral a la Argentina y su repudio a esa política, planes de rotación a otros dictadores por parte del Proceso de Reorganización Nacional, lucha por la democracia, su exigencia del cese del abuso de derechos humanos, plena vigencia de los derechos sindicales y llevando la bandera de la Justicia Social, Independencia Económica y Soberanía Política que buscarían ser el camino nacional hacia una Argentina Pluralista, Democrática y Socialista.